# Distrito de Jurm
Jurm es un distrito de la Provincia de Badakhshan, en el noreste de Afganistán. Es una de las porciones menos pobladas de la provincia, con una población de tan solo 3.000 personas.
La capital del distrito es una ciudad llamada Jurm. El distrito está a 3 horas del centro de la provincia de Badajshán, y alberga aproximadamente 41.910 residentes. El punto más alto del Hindú Kush afgano se encuentra en el distrito de Jurm, a 6729 metros. El distrito consiste en agrupaciones y aldeas. Ferghamenj, Kyb, Kyteb, Ularyb, Ferghameru, Khustak, e Iskan son las agrupaciones. Cada grupo contiene aldeas; el distrito es en gran parte de habla tayika.